# Grónský seminář
Grónský seminář (grónsky Ilinniarfissuaq) je grónská vysoká škola pro učitele spadající pod Grónskou univerzitu. Nachází se v Nuuku. Grónský seminář s téměř 175letou historií hraje v dějinách vzdělávání v Grónsku mimořádnou roli. 

## Historie

### Vznik semináře

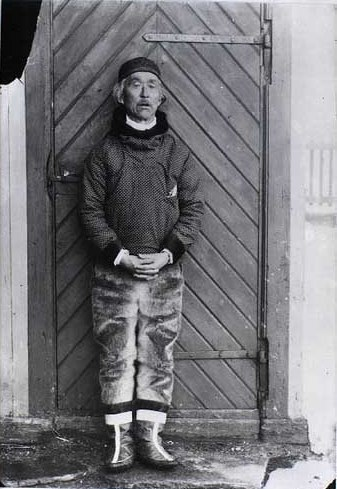
Rasmus Berthelsen, jedna z významných postav Grónského semináře

V 18. století bylo v Kodani založeno Grønlandske Seminarium, které připravovalo studenty pro teologickou práci v Grónsku. Brzy se ukázalo, že znalosti grónštiny dánských studentů často zdaleka nejsou dostatečné, což kritizoval především Wilhelm Mathias Olrik, obchodník v Maniitsoqu a otec pozdějšího inspektora Christiana Sørena Marcuse Olrika. V roce 1835 byla zřízena komise, která měla hledat řešení tohoto problému. Bylo totiž považováno za jednodušší naučit Gróňany dánsky a využít je jako misionáře a katechety než naučit Dány dostatečné úrovni grónštiny, což podporoval i inspektor Carl Peter Holbøll. Někteří mladí Gróňané byli proto prozatím posláni do Dánska, kde byli teologicky vzděláváni. Nejúspěšnějším žákem byl Rasmus Berthelsen, který později sehrál zásadní roli v grónské výuce. 
Komise došla k závěru, že by bylo rozumnější vzdělávat Gróňany v jejich vlasti, a tak vznikly plány na založení alespoň jednoho semináře v Grónsku. V roce 1838 navrhl pastor Peter Andreas Fenger zřízení dvou učitelských seminářů, jednoho v Severním Grónsku v Ilulissatu a druhého v Jižním Grónsku v Nuuku. Plánem bylo vyškolit Gróňany v dánštině do té míry, aby dokázali přeložit Lukášovo evangelium a biblický list do grónštiny a rozuměli lehké dánské poezii a knihám, a teprve poté se mohli věnovat skutečnému teologickému vzdělávání a stát se pastorem. 
Založení seminářů bylo považováno za velkou příležitost k většímu civilizování grónského obyvatelstva. V roce 1844 král Kristián VIII. schválil založení dvou seminářů, které byly podle plánu otevřeny o rok později v Ilulissatu a Nuuku. V Ilulissatu v Ajoqersuivissuaq (Velkém výukovém místě) byl kladen velký důraz na výuku dánštiny, zatímco v Nuuku v Ilinniarfissuaq tomu bylo naopak. Ředitelé seminářů se mnohem více zabývali výukou křesťanství a pouze Gróňan Rasmus Berthelsen kritizoval skutečnost, že výuka probíhala pouze v grónštině a studenti se téměř neučili dánsky. V roce 1875 byl seminář v Ilulissatu uzavřen a jediným teologickým vzdělávacím centrem pro učitele a katechety v Grónsku zůstal seminář v Nuuku.

### Stavba areálu semináře

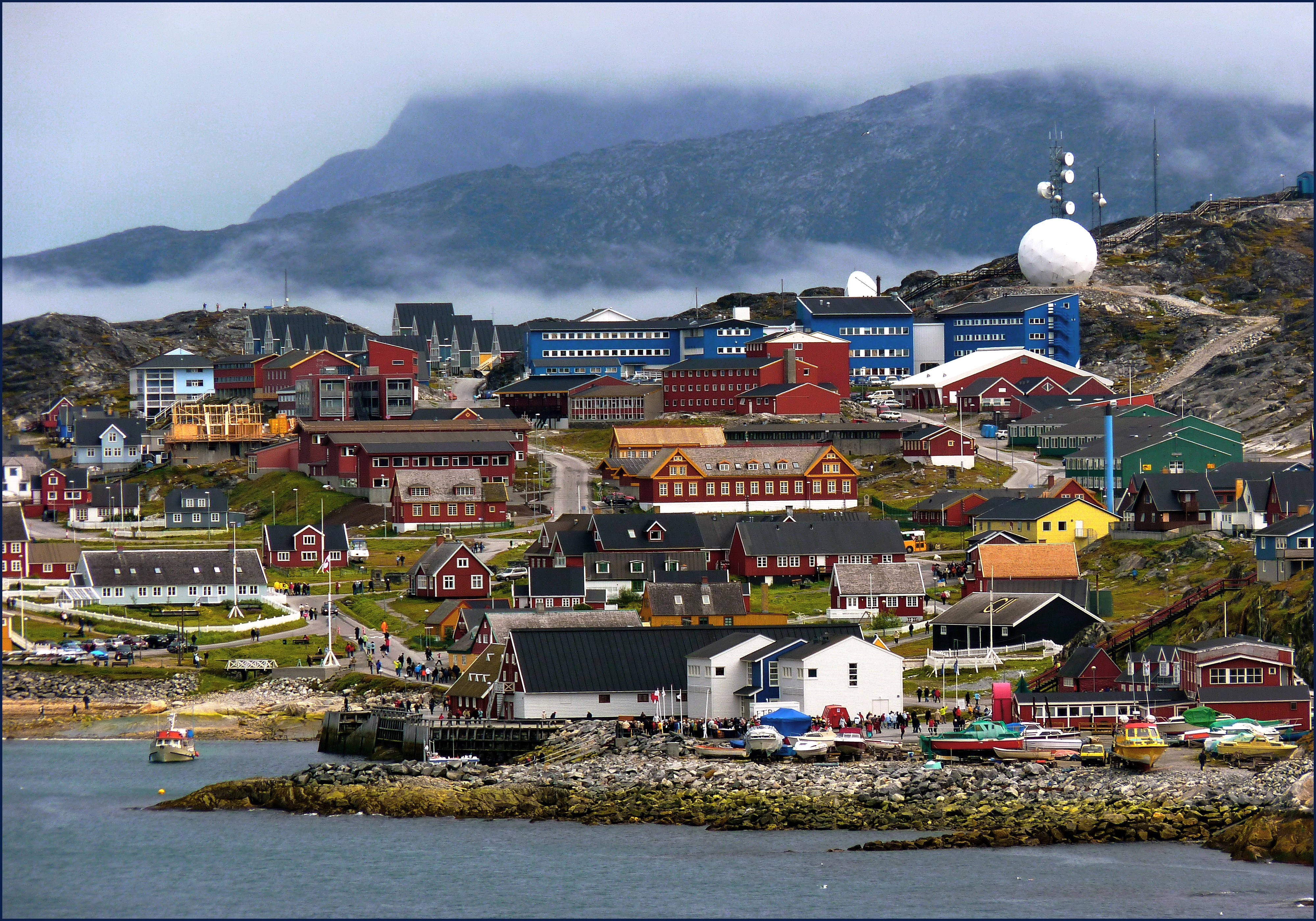
Pohled na Nuuk. Dům uprostřed obrázku se žlutými štíty je dnešní seminář. Světle modrá budova vlevo dole je budova používaná v letech 1845 až 1847. Za ní (odříznutá) se nachází rezidence probošta, která se používala v letech 1847-1907. Budova se světlou střechou za seminářem je tělocvična.

Zpočátku neměl seminář vlastní budovu a vyučovalo se v bytě inspektora.
V roce 1847 byl dokončen byt probošta, který byl postaven pro účely výuky v semináři přímo severně od bytu inspektorů na sousedním pozemku východně od katedrály v Nuuku. V třípodlažní budově byly v přízemí zřízeny dvě učebny, v horním patře bydlel probošt (nebo později proboštka) a v podkroví byl archiv a sklad.
V roce 1905 bylo opět rozhodnuto o stavbě nové budovy. Dům, který je dodnes v provozu, stojí asi 230 m severovýchodněji, byl slavnostně otevřen 18. září 1907. V té době se v semináři vyučovalo náboženství, církevní dějiny, grónština, dánština, aritmetika, psaní, obecné světové dějiny, kulturní dějiny, přírodopis, zeměpis, zdravověda, tělocvik, praktické cvičení, jízda na kajaku, myslivost, domácí práce a podobně. V roce 1951 mohly dívky navštěvovat výuku i mimo Efterskole a horní patro se stalo dívčím seminářem.
Pro výuku gymnastiky byla v roce 1908 dokončena gymnastická hala. Na tehdejší poměry poměrně velká budova se původně nacházela přímo za budovou semináře a sloužila také jako kulturní a společenský dům, kino a zasedací budova Grónské zemské rady. V roce 1948 se zde také konala jednání o dekolonizaci mezi Severním a Jižním Grónskem a dánským ministrem zahraničí Hansem Hedtoftem. V roce 1968 byla k budově semináře přistavěna dvě nová křídla, čímž se její rozloha ztrojnásobila.
V letech 1922 až 1923  postavena stará rektorská rezidence, v níž byla také kancelář a konferenční místnost. Severně od gymnastického sálu se nachází budova bývalého hospodářství, dokončená v roce 1928, v jejímž přízemí bylo místo pro stravování více než padesáti žáků a kde se nacházela také kuchyň a umývárna. Hospodyně a pomocnice v kuchyni bydlely v podkroví. Poklop v umývárně umožňoval také přístup do sklepa, který sloužil jako chladírna. V roce 1960 funkce této budovy skončila.
V letech 1935 až 1936 byly pro rostoucí počet žáků postaveny čtyři koleje, z nichž dnes existují pouze dvě. Tři z kolejí pojaly po dvou pokojích 20 studentů, čtvrtá dalších 12. Budovu Títo, která se nachází přímo vedle semináře a je pojmenována po postavičce Tittu „Tittukasikovi“ Lorentzenovi, který v polovině 20. století zásoboval studenty semináře namazaným chlebem a stříhal lidi ve městě, dnes gymnázium využívá jako hudební dům.
V roce 1903 byla v Nuuku postavena druhá nemocnice. V roce 1940 byla budova přestavěna a od té doby sloužila jako rezidence učitelů semináře a později jako rezidence ředitele.
V roce 1933 byla v Nuuku postavena třetí nemocnice, nyní známá jako Det gamle sygehus (Stará nemocnice). V roce 1967 byl přeměněn na domov důchodců a od roku 1974 slouží jako výuková a kancelářská budova. 
V letech 1951 až 1958 byl seminář uzavřen a grónští studenti byli vyučováni v dánských seminářích. Po znovuotevření čistě učitelského semináře bez výuky katechetů byla převzata budova školy Atuarfissuaq, která byla postavena přes ulici v roce 1919.

## Současnost
Od 50. let 20. století slouží seminář výhradně jako vysoká škola pro učitele. Po dekolonizaci se stále častěji vyučovalo podle dánských norem, ale od zavedení autonomie je tomu od 80. let 20. století opět naopak.
Na začátku roku 2008 byl seminář začleněn do Grónské univerzity, kde je od té doby institutem. Nabízí bakalářské studium a také studium pro uchazeče. Kromě toho jsou nabízeny kurzy dalšího vzdělávání.
V roce 1996 měl seminář 220 studentů, z toho 145 studentů učitelství, rozdělených do sedmi tříd.

## Osobnosti
Výukou v Grónském semináři prošla řada osobností grónské politiky. Například:
- Jonathan Motzfeldt (první předseda grónské vlády)
- Lars Emil Johansen (druhý předseda grónské vlády)
- Mimi Karlsen (ministryně práce a sociálních věcí ve vláda Múte Egedeho)
- Lars Chemnitz (zakladatel strany Attasut)
- Vivian Motzfeldtová  (bývalá předsedkyně Grónského parlamentu)
- Sofie Petersenová (druhá grónská biskupka)
- Laura Tàunâjik (poslankyně Grónského parlamentu)

Vyučovala zde například Gudrun Chemnitz.

## Ředitelé semináře

### Seminář v Nuuku
- 1845–1848: Carl Junius Optatus Steenberg
- 1848–1849: Carl Emil Janssen (prozatímní)
- 1849–1853: Carl Junius Optatus Steenberg
- 1853–1857: Carl Emil Janssen
- 1857–1866: Haldor Ferdinand Jørgensen
- 1866–1867: Jacob Christian August Steenberg (prozatímní)
- 1867–1869: Haldor Ferdinand Jørgensen
- 1869–1870: Johannes Emil Wiberg
- 1870–1875: Nikolaj Edinger Balle
- 1875–1877: Thøger Sørensen (prozatímní)
- 1877–1883: Nikolaj Edinger Balle
- 1883–1885: Edvard Ægidius Lützen (prozatímní)
- 1885–1890: Nikolaj Edinger Balle
- 1890–1891: Poul Hansen Vibæk (prozatímní)
- 1891–1897: Nikolaj Edinger Balle
- 1897–1898: Mads Rasmussen (prozatímní)
- 1898–1900: Nikolaj Edinger Balle
- 1900–1901: Harald Vilhelm Kristensen
- 1901–1905: Christian Wilhelm Schultz-Lorentzen
- 1905–1906: Carl Ferdinand Wagner (prozatímní)
- 1906–1910: Christian Wilhelm Schultz-Lorentzen
- od 1910: Nikolaj Frederik Severin Balle

### Seminář v Ilulissatu
1846–1850: Gottfred Martin Quirinus Christophersen
- 1850–1851: Knud Diderik Nøsted
- 1851–1858: Jacob Frederik Rudolph Wolf
- 1858–1863: Niels Peter Simonsen
- 1863–1869: Ulrik Peter Christian Nissen
- 1869–1870: Nikolaj Edinger Balle (interim)
- 1870–1872: Ulrik Peter Christian Nissen
- 1872–1875: Thøger Sørensen
- 1901–1903: Mads Rasmussen
- 1903–1904: Hother Ostermann (interim)
- 1904–1907: Mads Rasmussen